# إيزكيل كورنيل
إيزكيل كورنيل (بالإنجليزية: Ezekiel Cornell)‏ هو سياسي أمريكي، ولد في 1732، وتوفي في 25 أبريل 1800 في ميلفورد، ماساتشوستس.